# Elektroplax
Der Elektroplax, Kurzform Eplax, ist ein Organ einiger Fische, das elektrische Spannungen erzeugt, die an das Wasser oder andere Lebewesen abgegeben werden können. Es gibt etwa 250 Fischarten, die den Elektroplax besitzen. Dazu gehören Zitteraale, Zitterrochen und Zitterwelse. Durch den Elektroplax können Spannungen von bis zu 860 V erzeugt werden. Die erreichbare Stromstärke kann bis zu 50 A betragen, wobei dieses Extrem bisher nur beim Gefleckten Zitterrochen und auch nur bei einer Spannung von 60 V nachgewiesen werden konnte.

## Aufbau
Die elektrischen Organe bestehen aus Muskelfasern, die nicht mehr kontrahieren können: die „elektrischen Platten“. Diese Platten sind auf der einen Seite papillös, auf der anderen Seite aber glatt. Auf der papillösen Seite befinden sich Synapsen. Mehrere Tausend dieser Platten sind in Säulen seriell geordnet. Durch diese Serien entstehen sehr hohe Spannungswerte. Die Stromstärke wird von der Anzahl der parallel geordneten Säulen bestimmt.
Eine Ausnahme stellt das elektrische Organ des Zitterwelses (Malapterurus electricus) dar. Die elektrisch wirksamen Zellen haben sich evolutionsgeschichtlich aus Drüsenzellen der Haut entwickelt. Sie funktionieren aber nach einem ähnlichen Prinzip.

## Funktion

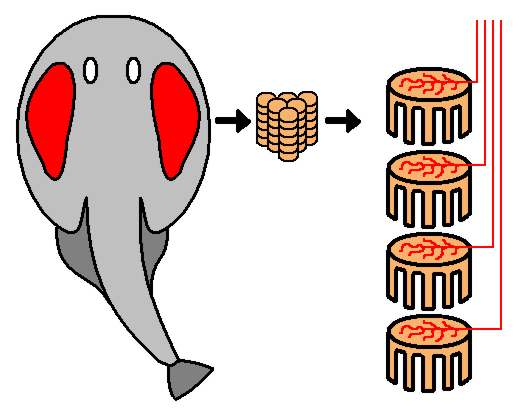
Elektroplax eines Zitterrochens (roter Bereich: Sitz des Organs)

An der Membram der Elektrocyten liegt durch die Aktivität von Ionenpumpen und Kaliumkanälen das sogennante Ruhepotenzial vor. Es ist negativ, was bedeutet, dass das Zellinnere eine negativere Ladung als das Zelläußere hat. Durch Aktivierung von cholinergen Ionenkanälen können nun aber positive Natriumionen, die außerhalb der Zelle in großer Menge vorliegen, einströmen. In gewöhnlichen Nervenzellen fürhrt das zum sogennanten Aktionspotenzial. Aufgrund des Konzentrationsunterschieds folgen sie dem osmotischen Gradienten. Diese cholinergen Kanäle werden aber nur auf einer Membranseite von Nervenenden die Acetylcholin freisetzen angesteuert, was eine Differenz aufbaut. Die Seite ohne Kanäle bleibt unverändert, die andere jedoch wird durch die einströmenden Natriumionen depolarisiert bis zum Overshoot, das ist das Umschlagen der Ladung ins Positive. Die Zelle ist nun an der Seite mit cholinergen Kanälen innen positiv und auf der Anderen Seite innen negativ geladen. Diese Ladungsdifferenz stellt eine Spannung dar und erzeugt einen ausgleichenden Ionenstrom von der einen Seite zur anderen wenn sie verbunden werden, z. B. durch Wasser oder den Körper der Beute. Die Triebkraft in einer solchen Zelle liegt nur bei etwa 150 mV, aber da Tausende aneinandergereiht vorliegen, summiert sich deren Spannung zu mehreren hundert Volt. Durch Reihenanordnung hintereinander summiert sich die Spannung, durch nebeneinander liegende parallele Säulen summiert sich deren Stromfluss.
Die Ausschüttung von Acetylcholin führt zur Aktivierung der Elektroplax-Zellen durch Auslösen bzw. Öffnen der cholinergen Kanäle. Da dies zeitgleich in nahezu allen Elektroplax-Zellen geschieht, bauen sich kurzfristig Spannungen von bis zu 860 V auf, die sich bei Berührung der Beute schlagartig entladen und somit das Beutetier lähmen.
Die Ionendifferenzen in der Membran werden durch Ionenpumpen wiederhergestellt und aufrechterhalten, was Energie in Form von ATP verbraucht. Trotz des kurzzeitigen Ionenflusses von Natrium ändern sich die Konzentrationen an Ionen nur wenig, da die Zelle im Verhältnis viel mehr Ionen im Inneren trägt, als an der Membran fließen.
Beim Zitteraal kehrt der Strom über das Wasser wieder zum Schwanz des Tieres zurück, wodurch der Stromkreis geschlossen wird.

## Bedeutung

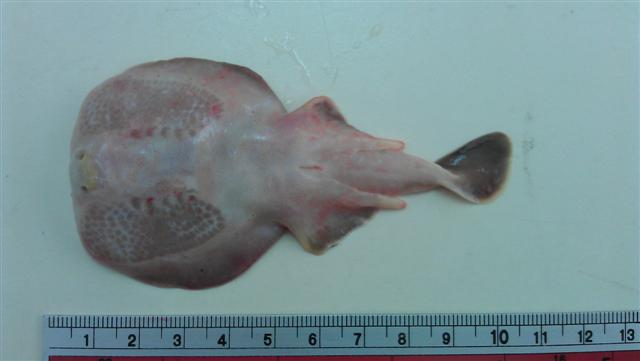
Bauchseite von Temera hardwickii mit gut sichtbaren elektrischen Organen

Der Elektroplax wird genutzt, um Beutetiere zu lähmen und Feinde abzuwehren. Die Stromstöße dienen auch zur Orientierung im trüben Wasser, zur Revierabgrenzung und zum Auffinden von Fortpflanzungspartnern.